# Oligoneurus inopinatus
Oligoneurus inopinatus är en stekelart som beskrevs av Vladimir Ivanovich Tobias och Sergey A. Belokobylskij 1981. Oligoneurus inopinatus ingår i släktet Oligoneurus och familjen bracksteklar. Inga underarter finns listade i Catalogue of Life.